# ビアク島の戦い
ビアク島の戦い（ビアクとうのたたかい, Battle of Biak, 1944年5月27日 - 8月20日）は、太平洋戦争中のニューギニア戦線における戦闘の1つ。
アメリカ軍は、マリアナ諸島への進攻に先立ち、飛行場確保などを目的としてニューギニア北西部のビアク島へ上陸した。これに対して日本軍の守備隊は「北のアッツ、南のビアク」と呼ばれるほどの抵抗を続け、1か月以上も飛行場の使用開始を許さなかった。しかし第101燃料廠によるクラモノ油田開発は撤退を余儀なくされ、この戦いは1944年6月のマリアナ沖海戦の結果に繋がった。

## 背景
ビアク島はニューギニア島北西部ヘルビング湾（現在のセンデラワシ湾）内の最大の島で、東西は約90キロ、南北は約40キロ。南緯1度の赤道直下に位置し、全島が熱帯雨林に覆われている。地表は石灰岩質の岩石で広く平坦な飛行場適地を有し、日本軍から見ればフィリピンから東部ニューギニアの最前線へ至る飛行経路上の、連合軍から見ればパラオとフィリピン南部とを爆撃圏に収める要衝であった。日本軍は1943年以降ビアク島に「モクメル飛行場」の設営を進めていた。同飛行場は第一から第三まであった。
1943年9月、日本軍はビアク島を含む豪北方面（インドネシア東部）を絶対国防圏の一角に指定し、この地域の守備に第2方面軍（方面軍司令官：阿南惟幾中将）及び第2軍（軍司令官：豊島房太郎中将）をあてた。西部ニューギニアへは12月に第36師団（師団長：田上八郎中将）が進出し、うちビアク島には歩兵第222連隊を基幹とするビアク支隊（支隊長：葛目直幸大佐）が分派された。ビアク支隊は海岸線の後方、飛行場を見下ろす台地に東西2つの巨大な鍾乳洞を発見し、西洞窟に司令部を定めた。
日本軍はさらに北支から第35師団（師団長：池田浚吉中将）をビアク島へ転用し、玉突きでビアク支隊をニューギニア本島へ合流させる計画を立てていた。しかし1944年4月、第35師団の輸送作戦である「竹輸送」は潜水艦攻撃を受けて手痛い打撃を被り、ビアク島には到達できなかった。
アメリカ軍の上陸までに日本軍がビアク島へ配備できた兵力は陸軍10,400名、海軍1,947名を数えたが、その過半は飛行場設営隊や海上輸送隊、開拓勤務隊など後方勤務部隊が占め、戦闘部隊は歩兵第222連隊を中心に、海軍陸戦隊を加えても4,500名に過ぎなかった。

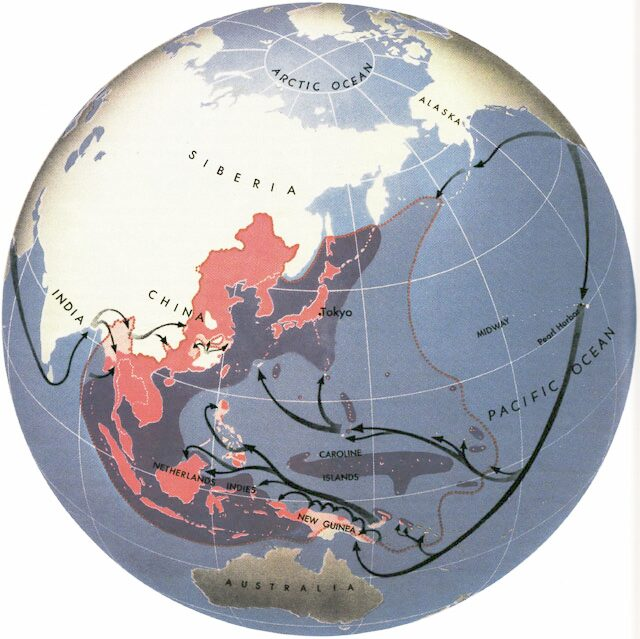
連合軍の反攻進路

その頃ダグラス・マッカーサー大将の率いる南西太平洋方面連合軍は、西部ニューギニアを経てフィリピンへ向かう反攻作戦を推し進めていた。
連合軍は4月22日にニューギニア島北部のホーランジア（現在のジャヤプラ）へ、5月17日にサルミへ上陸し、次の照準をビアク島に定めた。
6月中旬にチェスター・ニミッツ大将指揮下の部隊のサイパン進攻が予定されており、それまでにビアク島の飛行場を確保して支援するよう期待がかかっていた。
4月28日以降、アメリカ軍は占領したホーランジアの飛行場を拠点に、ビアク島に対して連日の空襲を加えた。
日本では大本営陸軍部が、ホーランジア失陥によって絶対国防圏をニューギニア島西端のソロンまで引き下げる方針を決定したが、第2方面軍阿南司令官はこの措置を不満とし、大本営海軍部の構想に乗ってビアク島を死守する方針を持っていた。
海軍の構想とは、アメリカ軍のビアク島進攻に応じて海上機動第2旅団（旅団長：玉田美郎少将）を増援に送り込む「渾作戦」を実施し、アメリカ太平洋艦隊主力をパラオ近海へ誘い込み、機動部隊と基地航空隊によって撃破するという「あ号作戦」である。
結局、大本営陸軍部も阿南中将の方針を追認する。5月25日、連日の激しい空襲の中を第2方面軍参謀長沼田多稼蔵中将がビアク島を訪れ、この作戦について葛目大佐らと打ち合わせた。27日早朝、沼田中将の乗機がビアク島から離陸しようとしたそのとき、連合軍の大船団が沖合いに現れた。

## 参加兵力

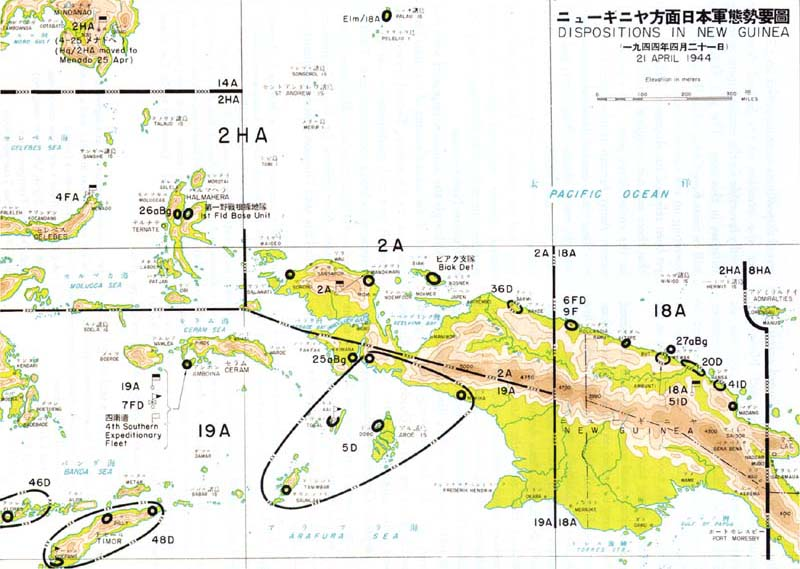
1944年4月時点での豪北方面における日本軍の態勢。地図中央の「2A(第2軍)」と書かれた文字の右下、黒線で囲まれた部分がビアク島

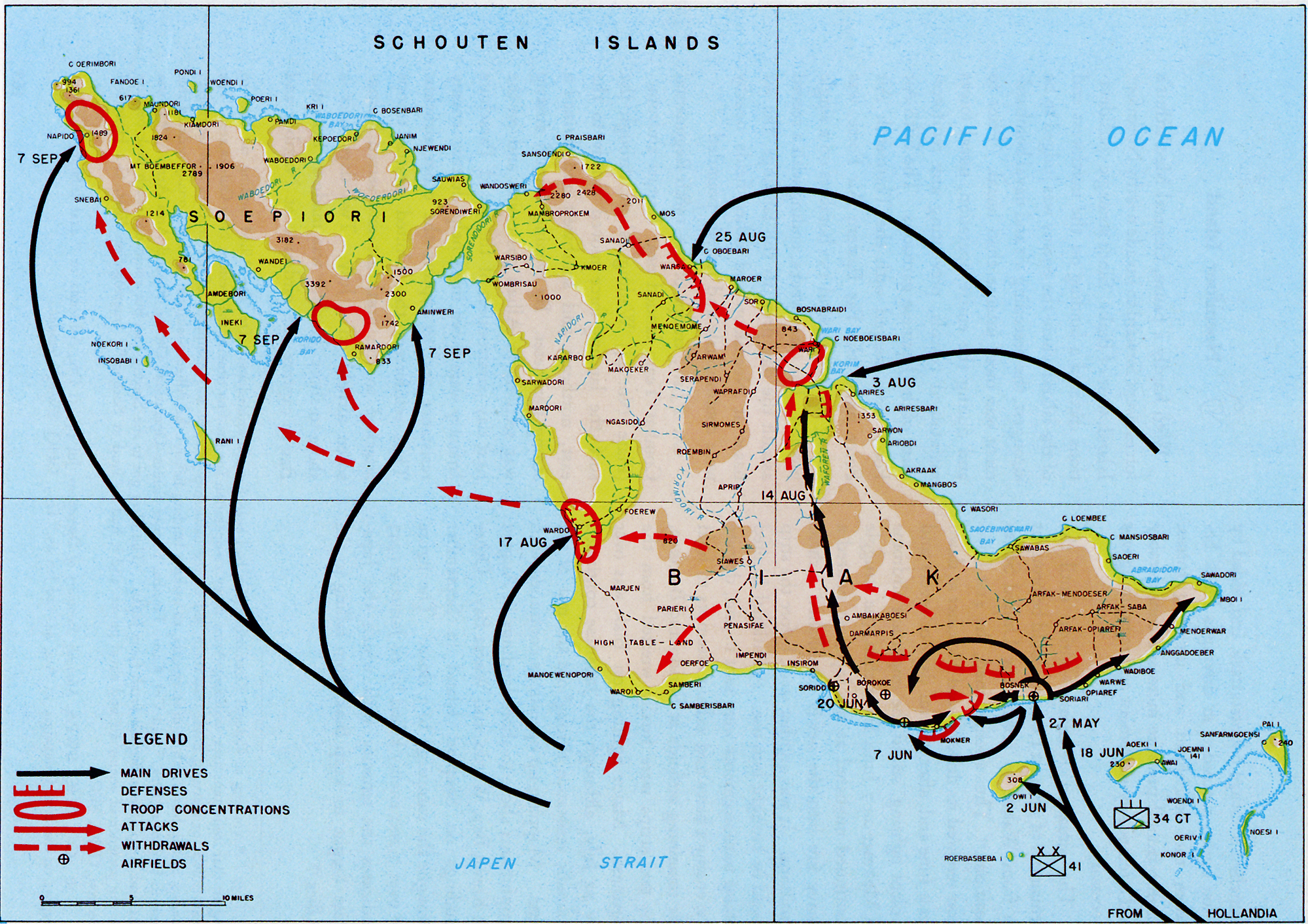
ビアク島及びスピオリ島全図

### 日本軍
- 陸軍
  - ビアク支隊 - 支隊長：歩兵第222連隊長葛目直幸大佐[2]、人員10,400名[3]
    - 第36師団歩兵第222連隊（連隊の定員は3,964名、うち在島者は約3,500名であったと推定される）
    - 野戦高射砲第49大隊第3中隊（長谷川高射砲中隊） - 中隊長：長谷川武彦中尉
    - 第17、第107、第108野戦飛行場設定隊、第2開拓勤務隊、その他の後方勤務部隊

  - 増援 - 2,500名
    - 第35師団歩兵第219連隊第2大隊
    - 第35師団歩兵第221連隊第2大隊
- 海軍 - 人員1,947名[4]
  - 第28特別根拠地隊 - 司令官：千田貞敏少将[5]（司令部のみ）
    - 第19警備隊、第33・第105防空隊、第202設営隊、他

  - 第101海軍燃料廠、北樺太石油南進隊

ビアク支隊の人員約10,400名の構成は、歩兵第222連隊約3,500名、長谷川高射砲中隊約100名、後方部隊約3,700名、台湾軍夫とインドネシア兵補約3,000名であった。戦闘部隊は歩兵第222連隊と長谷川高射砲中隊のみといえた。それ以外は後方勤務部隊であり、合わせても小銃は1,388挺しか装備していなかった。
歩兵第222連隊は海上機動反撃編制連隊であり、当時の日本軍としては屈指の優良装備を有していた。編成は9個歩兵中隊（うち第5、第9中隊はヌンホル島、ソロンへ配備）を中心に3個迫撃砲中隊、3個砲兵中隊、1個機関砲中隊、1個戦車中隊、1個工兵中隊他からなり、戦車中隊は九五式軽戦車9両を保有していた。長谷川高射砲中隊（野戦高射砲第49大隊第3中隊）は八八式七糎野戦高射砲4門を有していた。野戦高射砲第49大隊は1941年に満州で編成され、1944年にニューギニアへ進出、うち長谷川中隊がビアク島へ分派されていた。
海軍はマノクワリの第18警備隊（18警）、ビアク島の第19警備隊（19警）、サルミの第91警備隊（91警）を合わせて5月1日付けで第28特別根拠地隊（28特根）を編成、司令官に千田貞敏少将を任じ第4南遣艦隊に編入した。千田少将は5月15日にビアク島に着任したばかりで、司令部といっても2名のみの名ばかりの組織でしかなかった。

### アメリカ軍
- 第6軍 - 司令官：ウォルター・クルーガー中将、第1軍団 - 軍団長ロバート・アイケルバーガー中将
  - 第41歩兵師団 - 師団長：ホレース・ヒュラー少将、第162、第163、第186歩兵連隊基幹
  - 第24歩兵師団第34歩兵連隊戦闘団

## 経過

### ビアク支隊善戦

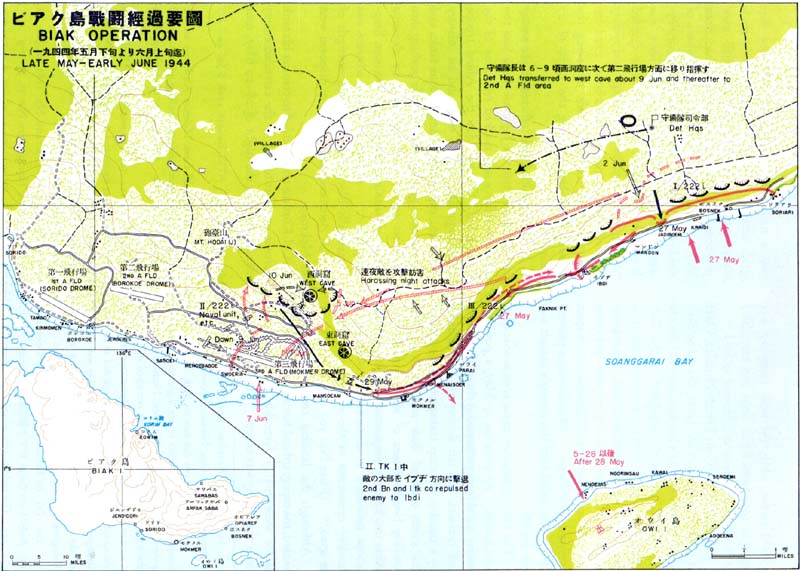
ビアク島の戦い序盤の経過

5月27日、ビアク島南岸の日本軍陣地への猛烈な空爆及び重巡「オーストラリア」を中心とする艦隊の艦砲射撃の後、アメリカ軍は南東方のボスネック海岸へ上陸した。進攻兵力は第41歩兵師団の第162歩兵連隊および第186歩兵連隊を基幹とする25,000名であった。アメリカ軍はビアク支隊の長が大佐クラスであることなどから日本軍の兵力を4,400名程度と過小評価していた。そして、ボスネック地区から海岸沿いに突き進んでモクメル飛行場地区を一挙に占領しようと図った。
しかしビアク島の地形は日本軍に利した。海岸を見下ろす台地には至るところに頑丈な天然の洞窟があり、将兵を砲爆撃から護っていた。28日、M4中戦車を先頭に前進するアメリカ軍第162連隊第2、第3大隊に対し、日本軍は十字砲火を浴びせ、歩兵の肉薄攻撃により戦車3両を損壊させた。師団長ヒュラー少将はこの戦況に狼狽し、第6軍司令官クルーガー中将へ増援要請を送った。クルーガー中将は直ちに第163歩兵連隊の増派を指示した。
翌29日、ビアク島に取り残されていた沼田中将は自ら第一線部隊を指揮し、アメリカ軍の先頭部隊への反撃を命じた。午前8時、岩佐洋中尉の率いる九五式軽戦車9両が突入し、アメリカ軍もM4中戦車を繰り出して戦車戦が開始された。日本軍は戦車7両を失い、岩佐中尉も戦死したが、アメリカ軍は中戦車2両が大破し、また戦車部隊の勇戦を見た日本軍歩兵部隊が前進してきたため包囲される危機に陥り後退を余儀なくされた。アメリカ軍は海岸を見下ろす台地を制圧しない限り飛行場地区の占領は困難と判断、31日には第163歩兵連隊がボスネックに上陸し、時間をかけての迂回作戦に切り替える。
日本軍は6月8日にボスネックに夜襲をかける予定であったが、6月7日にアメリカ軍が迂回路からモクメル第1飛行場に突入してきたため中止になった。
8日、日本軍はモクメル第1飛行場を占領したアメリカ軍に対して夜襲を仕掛けたが失敗し、飛行場を見下ろす位置にある西洞窟へ撤退し立てこもった。
日本軍はモクメル第1飛行場を見下ろす台地に陣地をかまえ、飛行場を使用しようとするアメリカ軍に対してしばしば砲撃や夜襲をかけたため、22日までアメリカ軍はモクメル第1飛行場を使用できなかった。

### 渾作戦

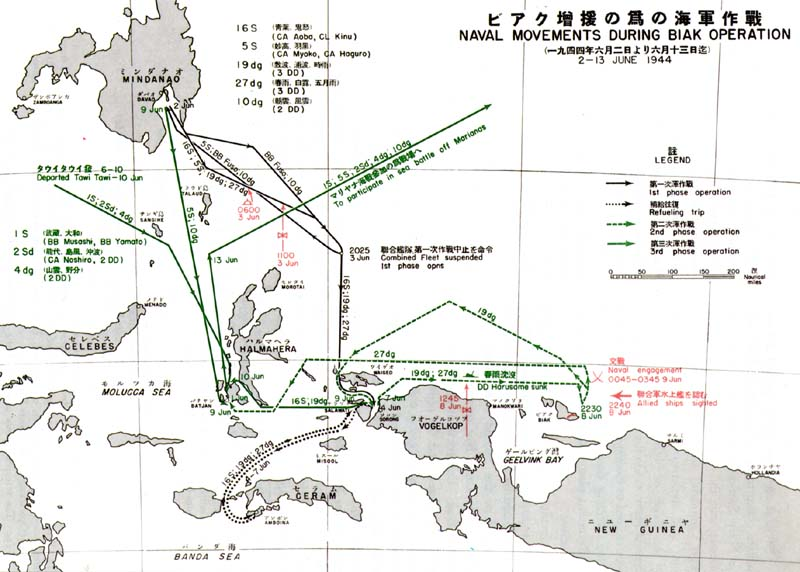
渾作戦

連合艦隊はビアク島支隊の善戦を見て渾作戦を発令した。6月2日、海上機動第2旅団を乗せた輸送船団と、左近允尚正少将の率いる戦艦「扶桑」、重巡「妙高」「羽黒」「青葉」を基幹とする「渾部隊」がダバオから出撃した。ニューギニア方面では連合軍の洋上兵力はトーマス・C・キンケイド中将の率いる第7艦隊（重巡「オーストラリア」、軽巡「ボイシ」「フェニックス」・「ナッシュビル」基幹）しかなく、戦力は日本軍の方が優勢であった。だが日本軍は果敢にも出撃してきたキンケイド艦隊を空母機動部隊と誤認し、渾部隊にニューギニア島ソロンへの退避を命じる。
左近允少将は快速の駆逐艦による輸送の方が成功の可能性が高いと判断、渾部隊のうち駆逐艦6隻に海上機動第2旅団将兵の一部を載せて6月8日にソロンを出発した。だがアメリカ軍機の空襲により駆逐艦「春雨」が沈没、他の艦は午後10時にビアク島近海まで到達したが、キンケイド艦隊と遭遇したため脱出を余儀なくされた（ビアク島沖海戦）。こうして第二次作戦も失敗に終わった。
連合艦隊ではキンケイド艦隊を撃破しない限り渾作戦は無理と判断、6月10日、戦艦「大和」「武蔵」以下の戦力をハルマヘラ島に集結させ第三次作戦を発令した。だが翌11日、アメリカ機動部隊がマリアナ諸島へ来襲したとの報が伝わり、ビアク島どころではなくなり渾作戦は中止となった。

### アメリカ軍師団長更迭

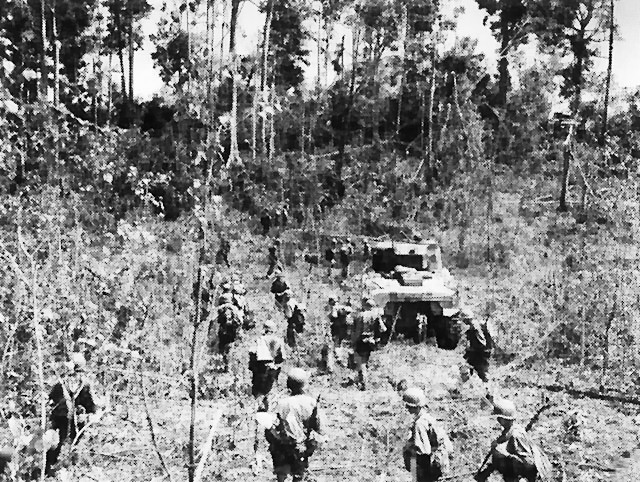
ビアク島の密林を前進するアメリカ軍

渾作戦は失敗したが、ビアク島はニューギニア本島のマノクワリから舟艇で到達できる距離にあり、兵員や糧食弾薬が細々とではあるが送り続けられた。6月中旬までに、ヌンホル島に配備されていた葛目連隊の第5中隊、歩兵第219連隊第2大隊、歩兵第221連隊第2大隊がビアク島北部のコリム海岸に到着し、入れ替わりで沼田中将はメナドの第2方面軍司令部へ帰還した。
アメリカ軍の飛行場占領の予定は大幅に遅れていた。マッカーサー大将はサイパン上陸を行うニミッツ軍を支援する責任から、面子にかけて第6軍司令官クルーガー中将を督励し、クルーガー中将はまた第41歩兵師団長ヒューラー少将を督励していた。だがヒューラー少将は日本軍の増援の動きを見てさらに1個連隊の増援要請を送った。クルーガー中将はホーランジアにあった第24歩兵師団第34歩兵連隊をビアク島へ増派するとともに、ヒューラー少将を弱腰と判断して更迭を決断、代わって第1軍団長アイケルバーガー中将をビアク島攻略部隊の総指揮官に任命した。
アイケルバーガー中将は6月15日にビアク島へ飛来、第34歩兵連隊戦闘団も18日にボスネックへ上陸した。アイケルバーガー中将は部隊配置を一新し、4個連隊の兵力をもって日本軍が篭る東西の洞窟に対して朝から夜まで間断のない猛攻撃を加えた。

### 西洞窟陥落

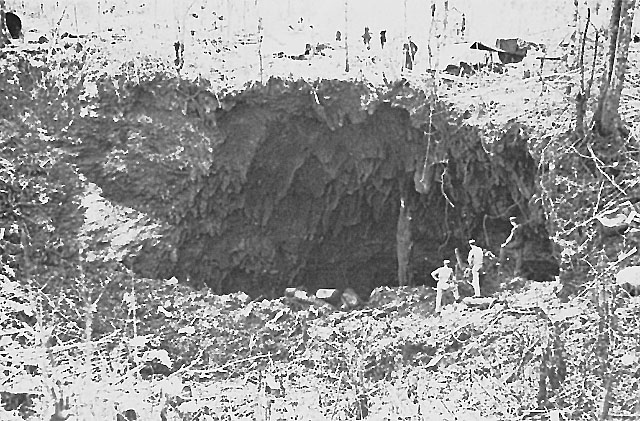
日本軍の司令部が置かれていた西洞窟の入口

ビアク支隊の司令部が置かれていた西洞窟は、3層の床を張り最大時には2,000名を収容していた巨大な鍾乳洞であった。この頃には食糧も飲料水も不足し、将兵はわずかばかりの乾パンと鍾乳石から滴り落ちる嫌な味のする地下水で飢えと渇きをしのいでいた。そのため赤痢患者が続出し、洞窟内は糞尿と死体とから発する悪臭で充満していた。
アメリカ軍による包囲の輪は日一日と狭まっていき、20日になるとアメリカ軍は洞窟のいくつかの入り口に火のついたガソリン缶を投げ込むようになった。同じ日にはアメリカ軍は残りの飛行場へ突入した。残っていた九五式軽戦車は西洞窟付近で全滅した。
葛目支隊長は6月21日に軍旗を奉焼し一旦は玉砕を決意するが、千田少将らの説得により配下の部隊ともども後方の高地へ脱出した。洞窟内の重傷病者約160人は自決した。
ここに至って阿南方面軍司令官は25日、ビアク島への増援中止を決定、ビアク支隊に対して持久への転移を発令した。西洞窟は27日にアメリカ軍が制圧、同日、東洞窟の海軍19警も陣地を捨てて後方へ脱出した。
7月2日、葛目支隊長は戦い疲れ自決の道を選んだ。支隊長代理大森正夫少佐と千田少将以下の将兵はビアク島各地のジャングルに分散して自活し、友軍の再来を待つことになった。大森少佐が分散持久の第2軍命令を海軍通信隊経由で受領したのは7月中旬のことであった。この時の残存人員は1,600名余りまで減少していた。
日本軍将兵はジャングル内に食糧を求め、あるいは旧陣地の焼け残りの食糧やアメリカ軍の物資を盗んで自活を図ったが、次々と飢餓とマラリアに斃れていった。ビアク島への補給は7月上旬に1回実施された空中補給が最後となり、7月19日にビアク島を脱出してマノクワリへ帰還した海軍の森機関兵曹ほか若干名を最後としてビアク島と島外との連絡は絶えた。クラモノ油田開発に派遣された北樺太石油南進隊の89名の技術者は、61名が死亡した。
アメリカ軍は8月20日、ビアク作戦の終結を発表した。

## 影響
アメリカ軍によるビアク島の飛行場の使用開始はモクメル第1が6月22日、同第2が8月1日、同第3が8月12日となり、マリアナ沖海戦に間に合わせることはできなかった。太平洋戦争後期の島嶼での戦闘で、日本軍がアメリカ軍の上陸から1か月以上も飛行場の使用開始を許さなかった事例はビアク島のみである。だがビアク支隊の奮戦も空しく、マリアナ沖海戦は日本軍の完敗に終わった。
ビアク島に投入されたアメリカ軍の兵力は約30,000名であった。それを1個連隊強の兵力で1か月以上防ぎ続けたビアク支隊に対しては、昭和天皇からたびたび嘉賞があり、寺内寿一南方軍総司令官も感状を授与した。葛目大佐は死後特旨をもって陸軍中将に任ぜられた。アメリカ軍もビアク島の日本軍の抵抗をニューギニア作戦中最大と評している。
ビアク島の日本軍はその後、アメリカ軍の掃討作戦と飢餓によって逐次消耗していった。千田少将は12月25日に戦死したとみられる。日本軍の将兵は終戦までに434名が捕虜となり、終戦後に砲兵第2中隊長松山静雄中尉を長とする86名が収容された。日本軍の生還者はこれら合わせて520名のみであった。アメリカ軍も、戦死者471名、戦傷者2,443名を出し、加えて感染症の罹患者が6,811名、戦場神経症患者が423名にも上った。